# Dárce (film)
Dárce (v anglickém originále The Giver) je americké filmové sci-fi z roku 2014. Režisérem filmu je Phillip Noyce. Hlavní role ve filmu ztvárnili Jeff Bridges, Brenton Thwaites, Odeya Rush, Katie Holmes a Meryl Streep.

## Obsazení
| Jeff Bridges        | dárce          |
| Brenton Thwaites    | Jonas          |
| Odeya Rush          | Fiona          |
| Katie Holmes        | Jonasova matka |
| Meryl Streep        | Chief Elder    |
| Alexander Skarsgård | Jonasův otec   |
| Cameron Monaghan    | Asher          |
| Taylor Swift        | Rosemary       |